# Tetradactylus ellenbergeri
Tetradactylus ellenbergeri là một loài thằn lằn trong họ Gerrhosauridae. Loài này được Angel mô tả khoa học đầu tiên năm 1922.